# Sonnenwaldbach
Der Sonnenwaldbach ist ein Bach in der Gemeinde Ulrichsberg in Oberösterreich. Er ist ein Zufluss des Rotbachs.

## Geographie
Der Bach entspringt im Tal zwischen dem Rosstauscherberg und dem Sulzberg auf einer Höhe von 903 m ü. A. Er weist eine Länge von 1,31 km auf. Er fließt durch das Wald- und Wiesengebiet des Böhmerwalds und mündet bei der Ortschaft Sonnenwald auf einer Höhe von 821 m ü. A. rechtsseitig in den Rotbach, der hier die Staatsgrenze zu Tschechien bildet. Das Einzugsgebiet des Sonnenwaldbachs erstreckt sich über eine Fläche von 1,27 km².
Zwei mittelschwere Langlaufloipen queren den Bach: die 4,3 km lange Sonnenwald-Loipe und die 12 km lange Bärnsteinloipe.

## Umwelt
Im Bereich der Siedlung Sonnenwald fließt der Bach durch eine Magerwiese, auf der vor allem Rot-Schwingel, Glatthafer und Flaumhafer gedeihen. Das Gewässer ist Teil des 9.350 Hektar großen Europaschutzgebiets Böhmerwald-Mühltäler und der 22.302 Hektar großen Important Bird Area Böhmerwald und Mühltal.